# Drosophila canalinea
Drosophila canalinea este o specie de muște din genul Drosophila, familia Drosophilidae, descrisă de Patterson și Mainland în anul 1944. Conform Catalogue of Life specia Drosophila canalinea nu are subspecii cunoscute.